# دانشگاه هوفسترا
دانشگاه هوفسترا (به انگلیسی: Hofstra University) تأسیس ۱۹۳۵، یکی از دانشگاه‌های خصوصی ایالات متحده آمریکا بوده و در لانگ آیلند در نیویورک واقع است.

## نگارخانه

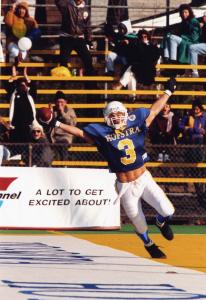
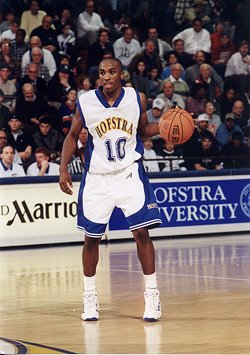
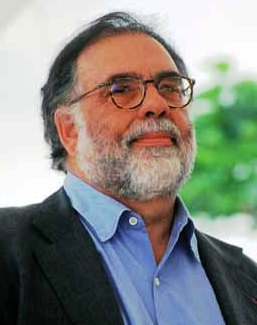
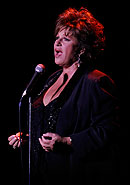
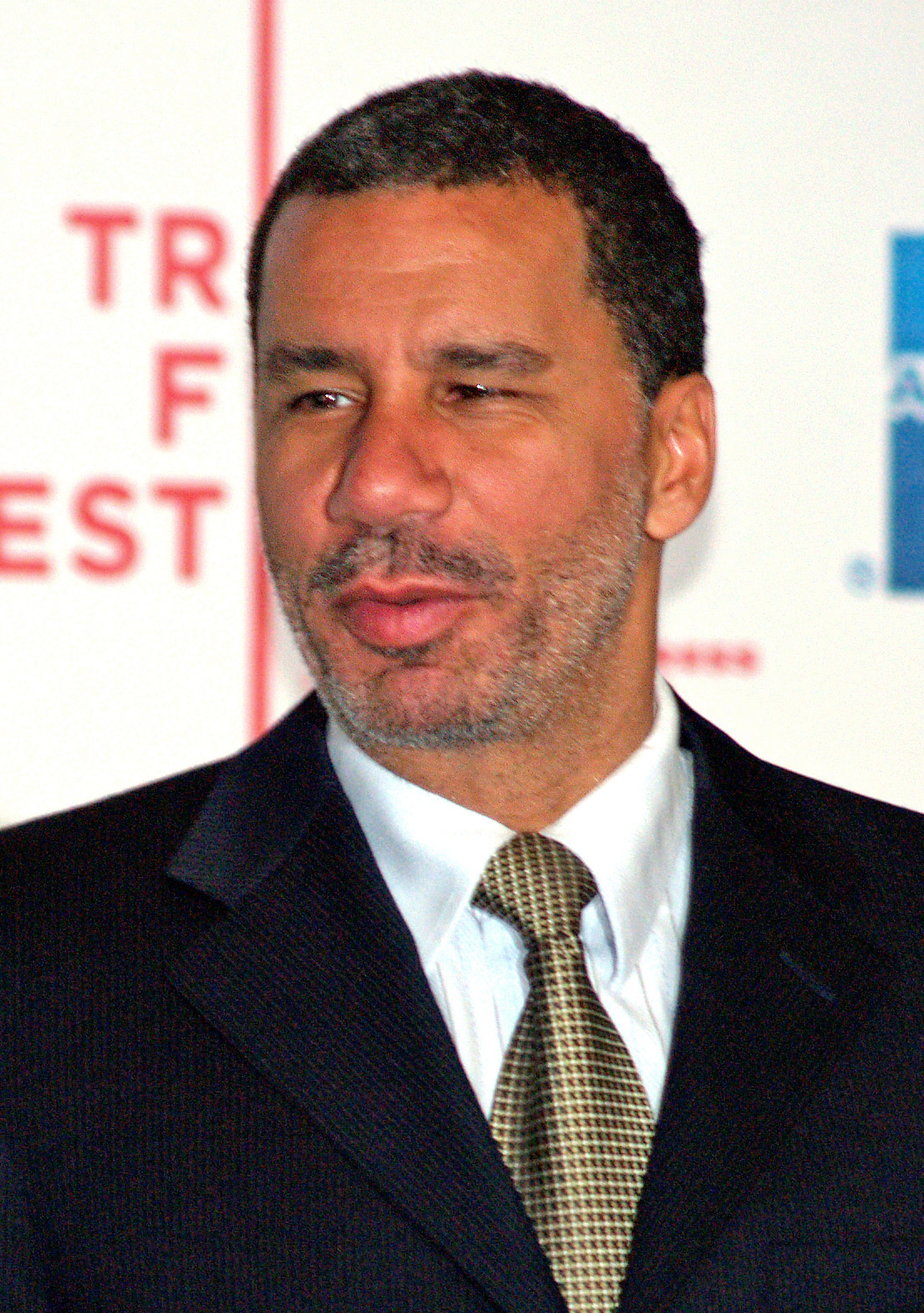
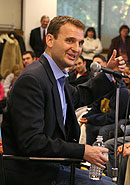
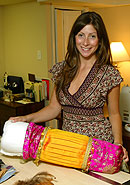
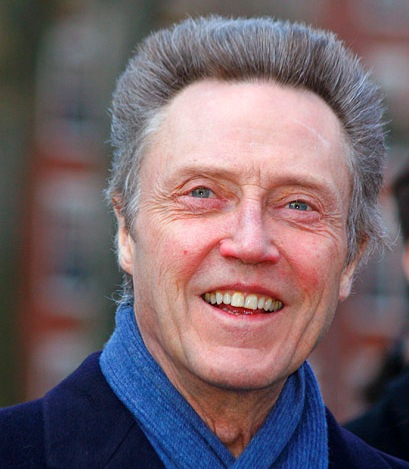
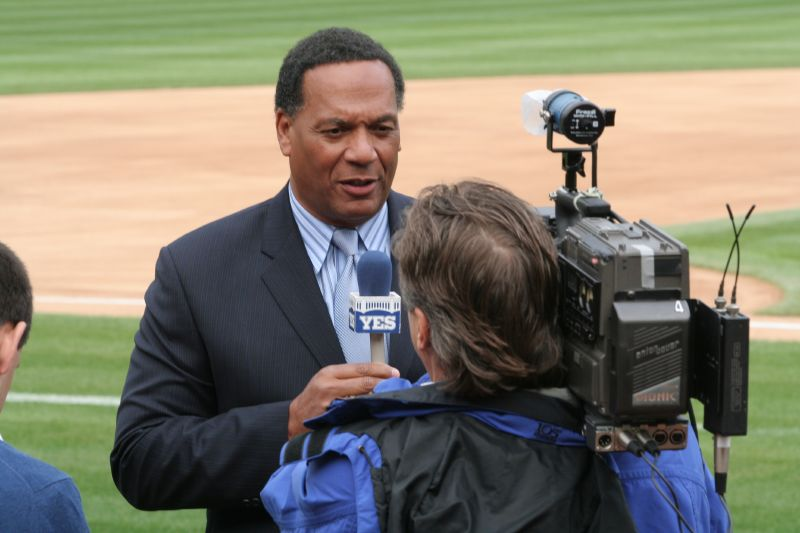
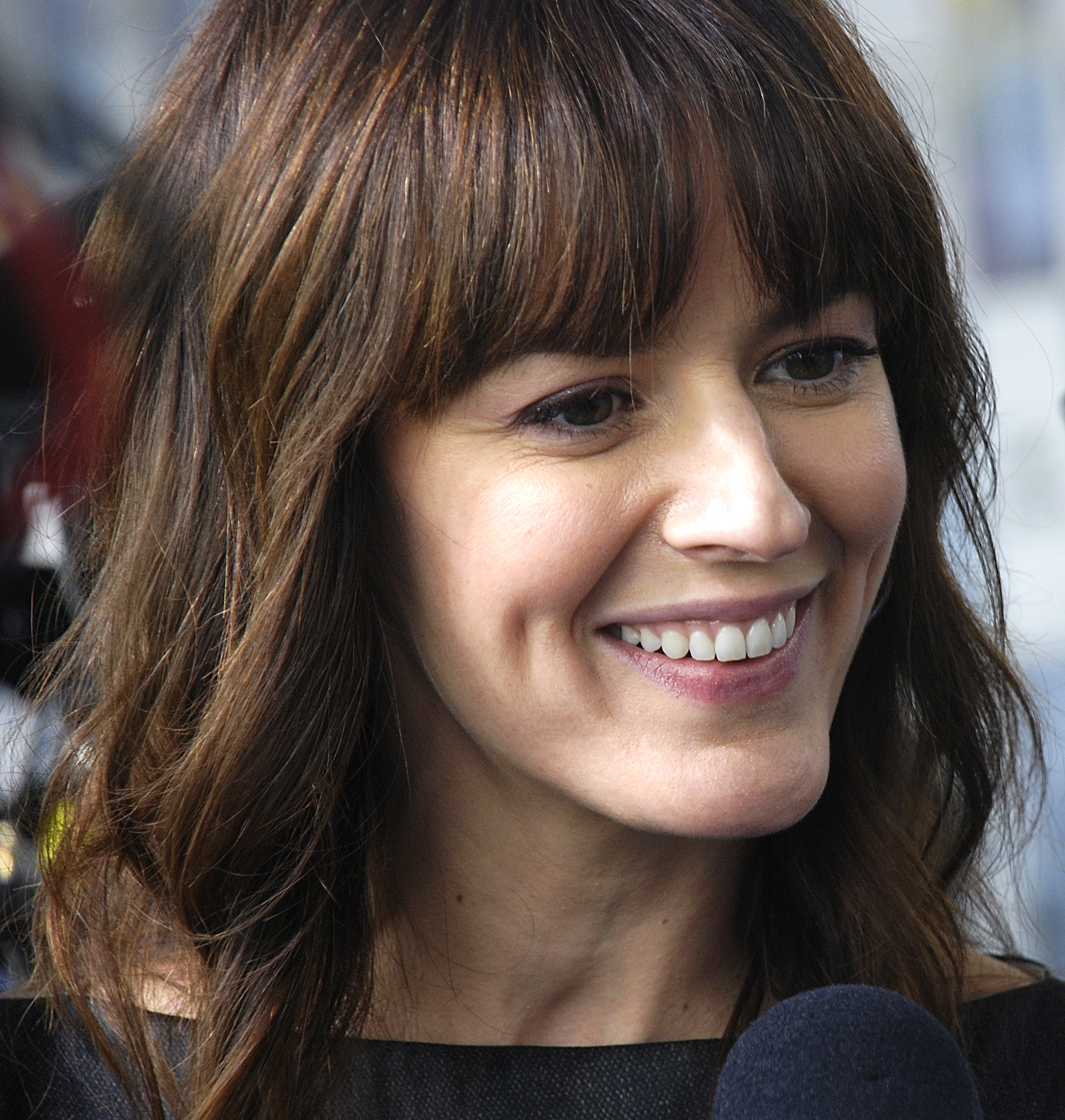
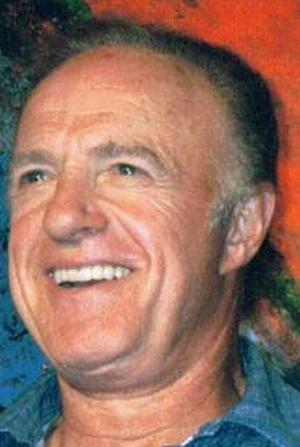
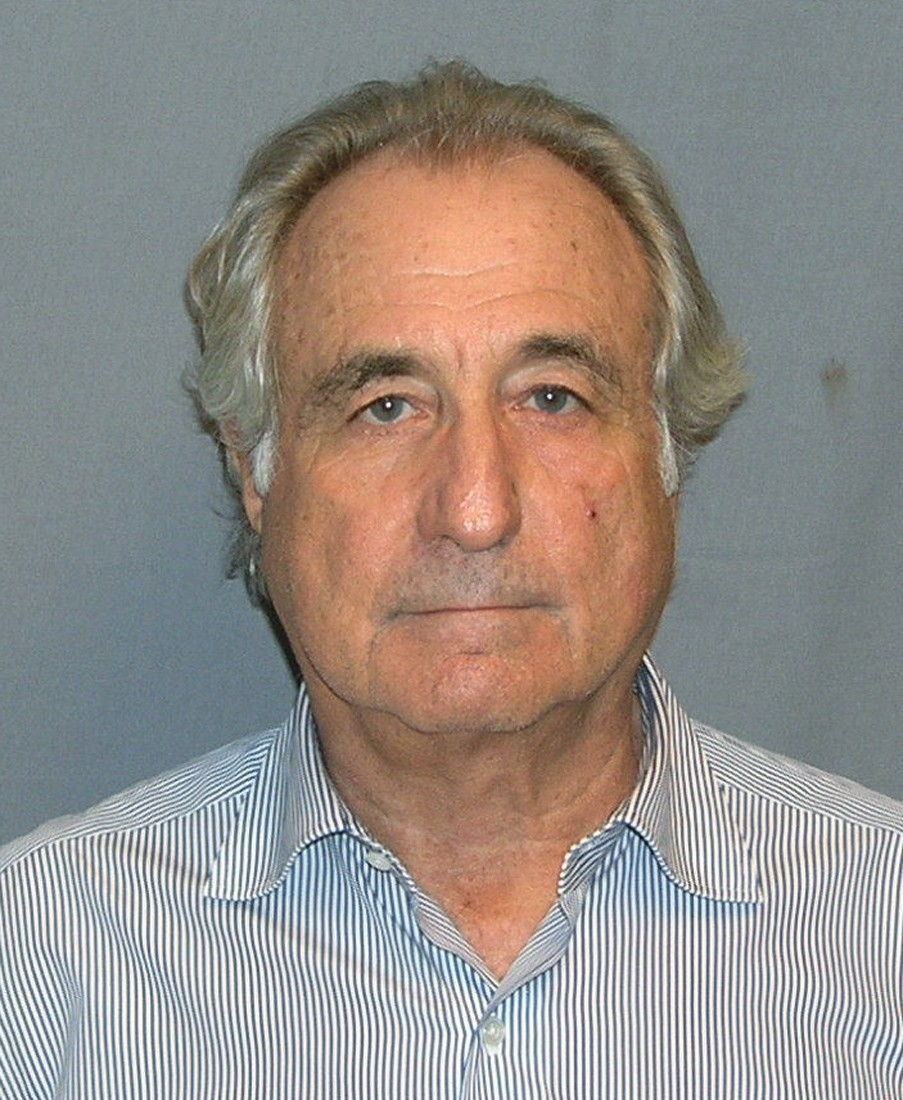